# Dilshod Yorbekov
Dilshod Yorbekov (auch Dilschod Achmedowitsch Jarbekow; * 1. Mai 1974 in der Provinz Samarqand) ist ein ehemaliger usbekischer Amateurboxer und Olympiateilnehmer der Jahre 1996 und 2000 im Mittelgewicht und Halbmittelgewicht.
Yorbekov gewann 1995 die Asienmeisterschaften in Taschkent und eine Bronzemedaille bei den Weltmeisterschaften in Berlin. Er war dabei im Halbfinale gegen Ariel Hernández, Kuba, ausgeschieden. Zu seinen weiteren Erfolgen zählen die Silbermedaille bei den Asienspielen 1998, sowie jeweils die Bronzemedaille bei den Asienspielen 1994, den Goodwill Games 1998 und dem Weltcup 1998.
Bei den Olympischen Spielen 1996 erreichte er gegen Brian Johansen, Dänemark, und Ľudovít Plachetka, Tschechien, das Viertelfinale, wo er gegen Rhoshii Wells, USA, knapp mit 8:8+ ausschied. Bei den Olympischen Spielen 2000 unterlag er noch im ersten Kampf gegen Adnan Ćatić (Felix Sturm) (6:10), Deutschland.